# Новинка (Августовский повет)
Нови́нка (устар. Новинки; пол. Nowinka) — деревня в Польше, входит в состав Августовского повята Подляского воеводства. Административный центр гмины Новинка. Находится на автодороге 662, примерно в 10 км к северу от города Августов. В 2009 году население составляло 299 человек (148 мужчин и 151 женщина).
В деревне есть гимназия и начальная школа, почта, библиотека, культурный центр и добровольная пожарная команда.

## История
В конце XVIII века деревня входила в Гродненский повет Трокского воеводства.
По данным переписи 30 сентября 1921 года в Новинке было 34 дома, в которых проживало 238 человек (112 мужчин и 126 женщин). Из них 237 человек были католиками. Все жители были поляками.